# Jean-Baptiste du Corron de l'Esclatière
Jean-Baptiste du Corron de l'Esclatière (Aat, 30 oktober 1740 - Brussel, 25 juli 1831) was een Zuid-Nederlands edelman.

## Geschiedenis
- In 1774 verleende keizerin Maria Theresia adelsverheffing aan Philippe-Joseph du Corron, schepen van Aat.
- In 1777 verleende ze eveneens adellijke status aan Jean-Baptiste du Corron (hierna), neef van Philippe-Joseph.

## Levensloop
Jean-Baptiste was een zoon van Nicolas du Corron, schepen van Aat en van Marie-Anne Hardenpont. Hij promoveerde tot licentiaat in de rechten en werd advocaat in Bergen. Hij was ook, onder het ancien régime, heer van Esclatière en van Moignies.
In 1766 trouwde hij met zijn nicht Marie-Jacqueline du Corron (1745-1785) en ze hadden vijf kinderen. Hij was eigenaar in onder meer de gemeenten Bernissart en Sirault.
In 1822 werd hij onder het Verenigd Koninkrijk der Nederlanden erkend in de erfelijke adel onder de naam Du Corron de l'Esclatière.
Van de vijf kinderen zette alleen Jean-Antoine du Corron (1770-1842) de naam verder, door zijn huwelijk met Marie-Jacqueline Horion (° 1766). Ze hadden twee dochters.
Bij zijn dood in 1842 doofde de familie uit, terwijl de laatste naamdraagster, zijn jongste dochter, in 1865 overleed.